# راشکا (صربستان)
راشکا (به صربی: Raška) یک منطقهٔ مسکونی در صربستان است که در ناحیه راشکا واقع شده‌است. راشکا ۴۹۷ متر بالاتر از سطح دریا واقع شده‌است.

## نگارخانه

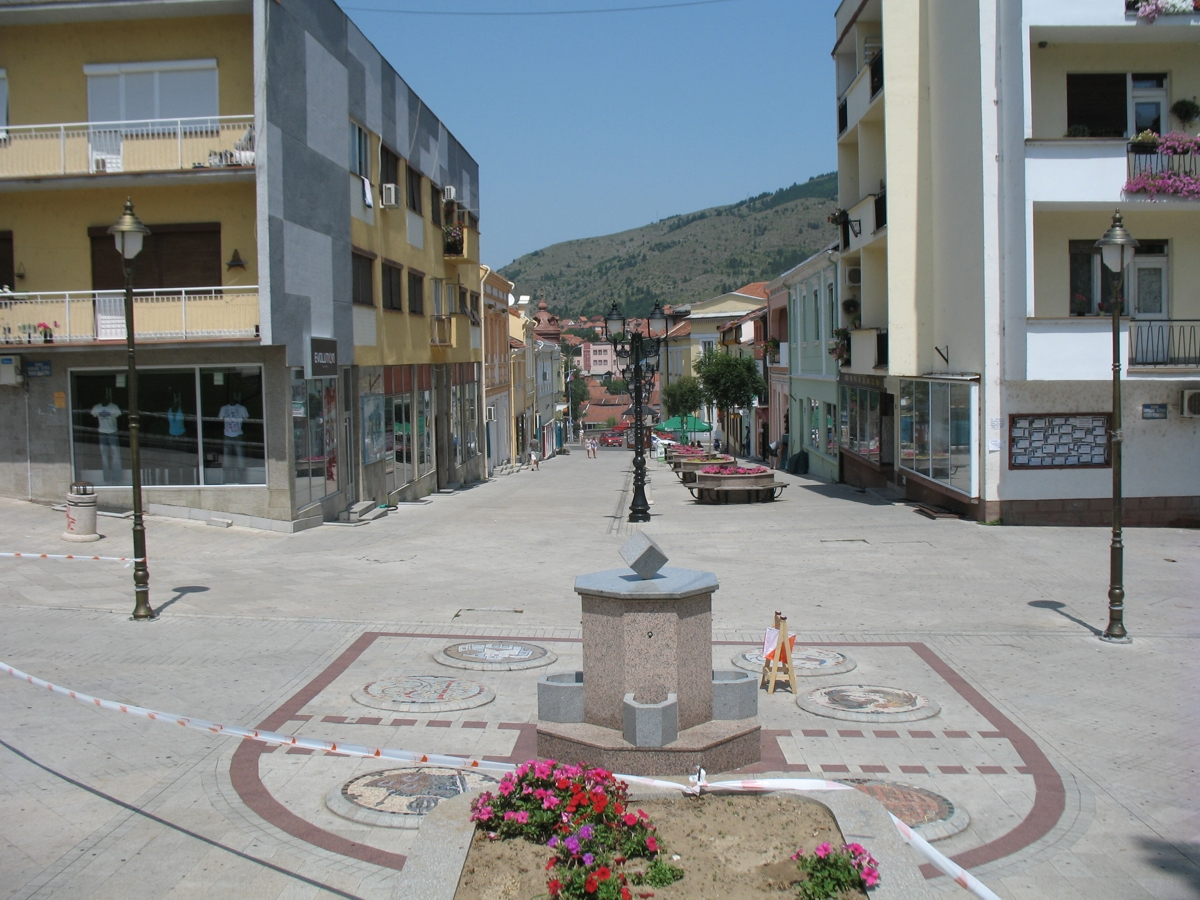
Town center square
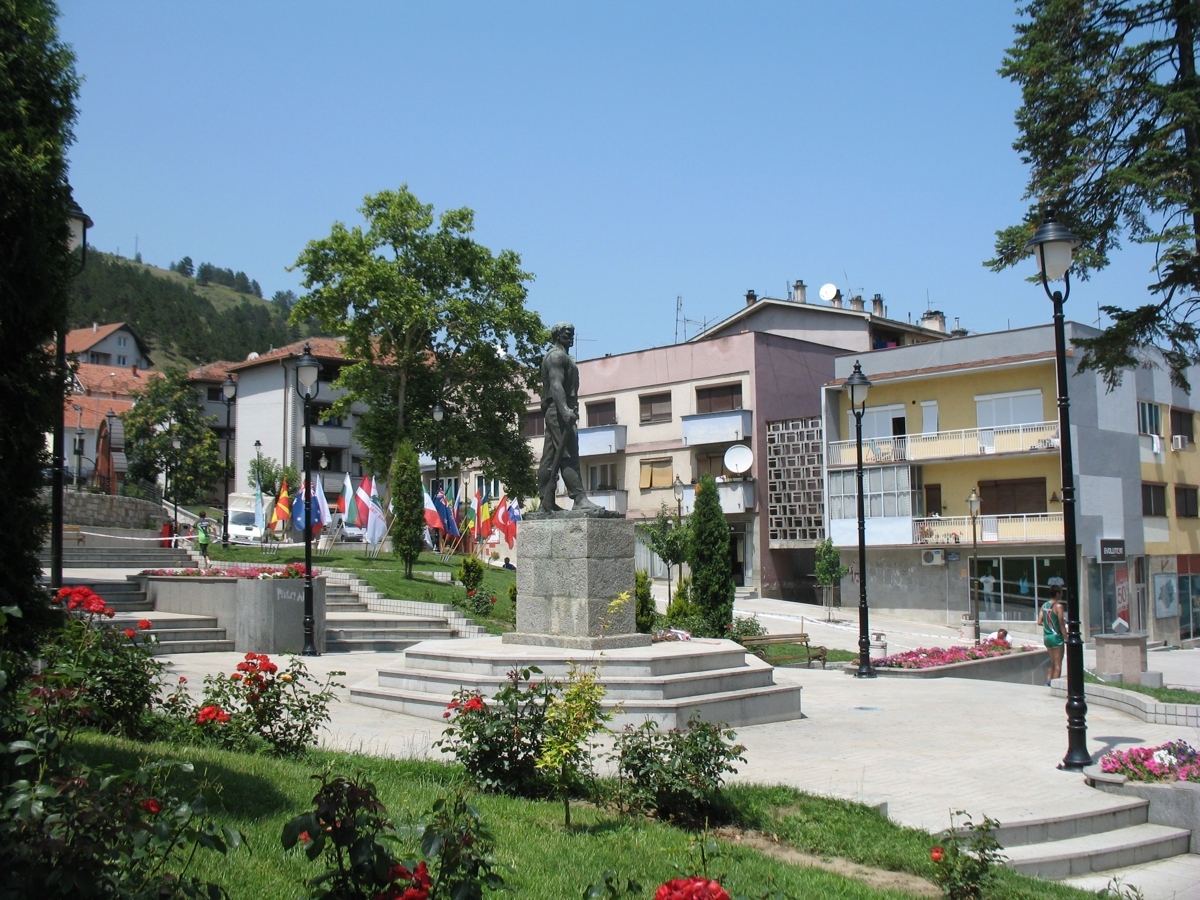
Town center square
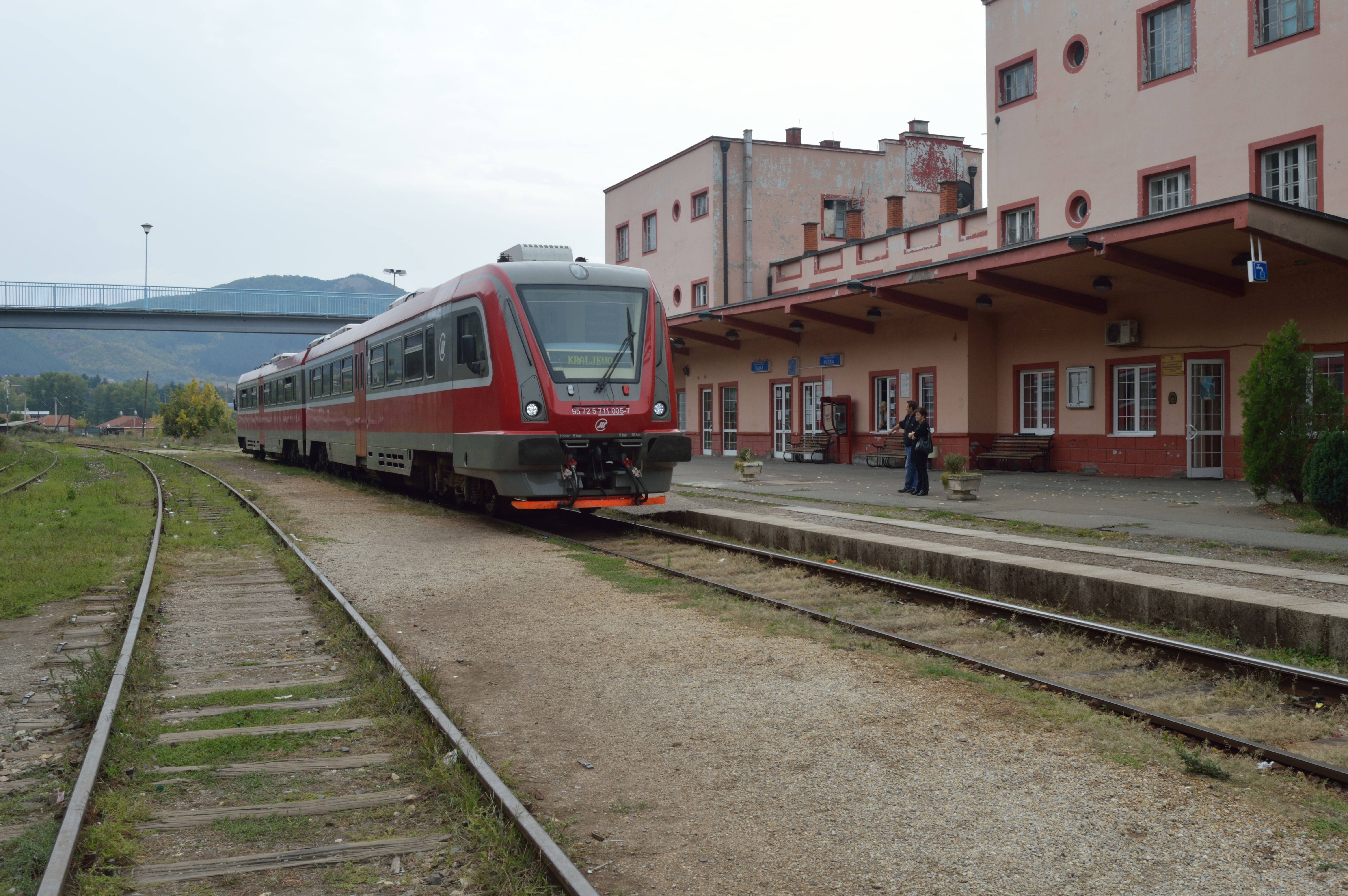
Train station in Raška
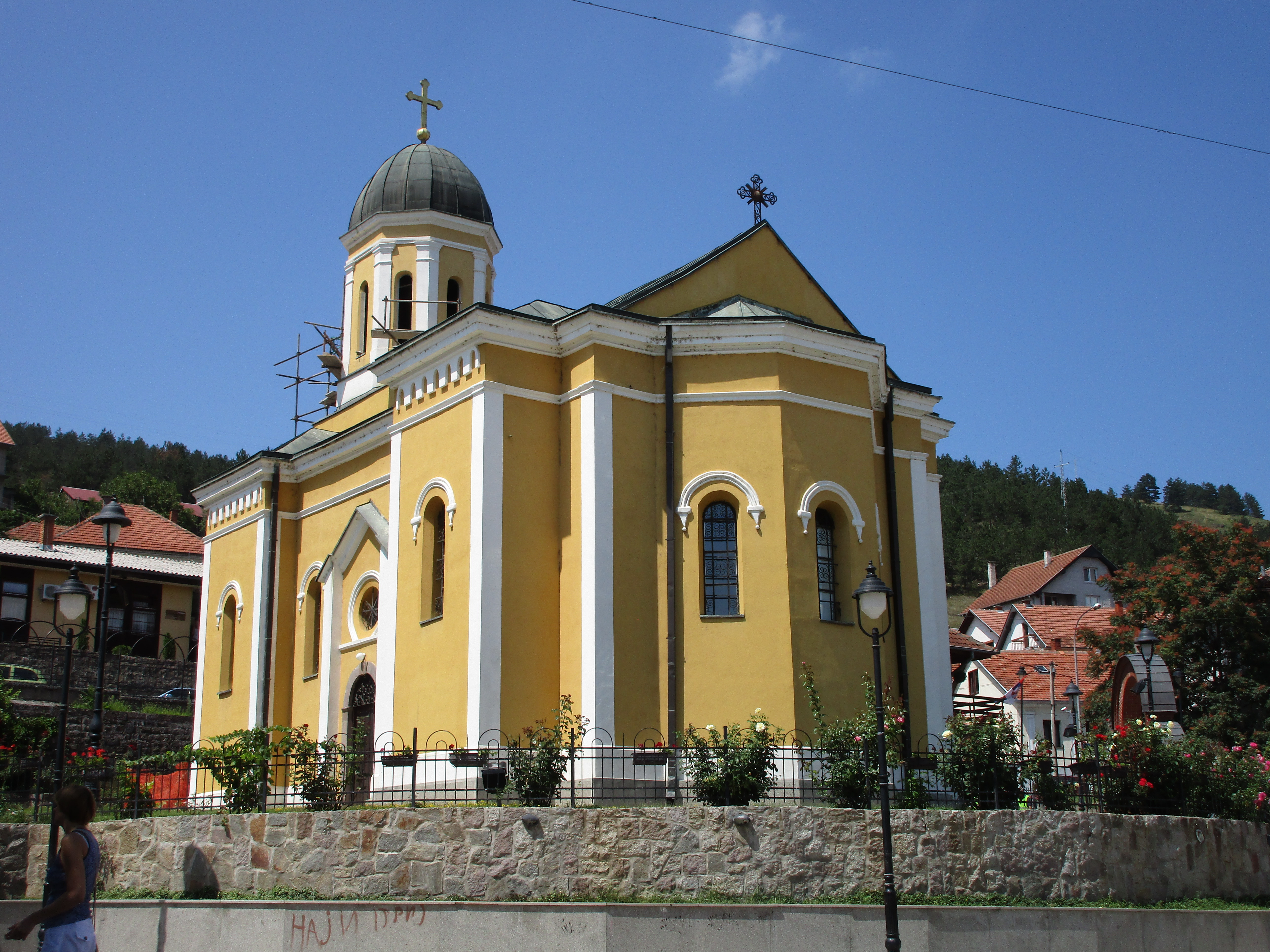
Church of St. Archangel
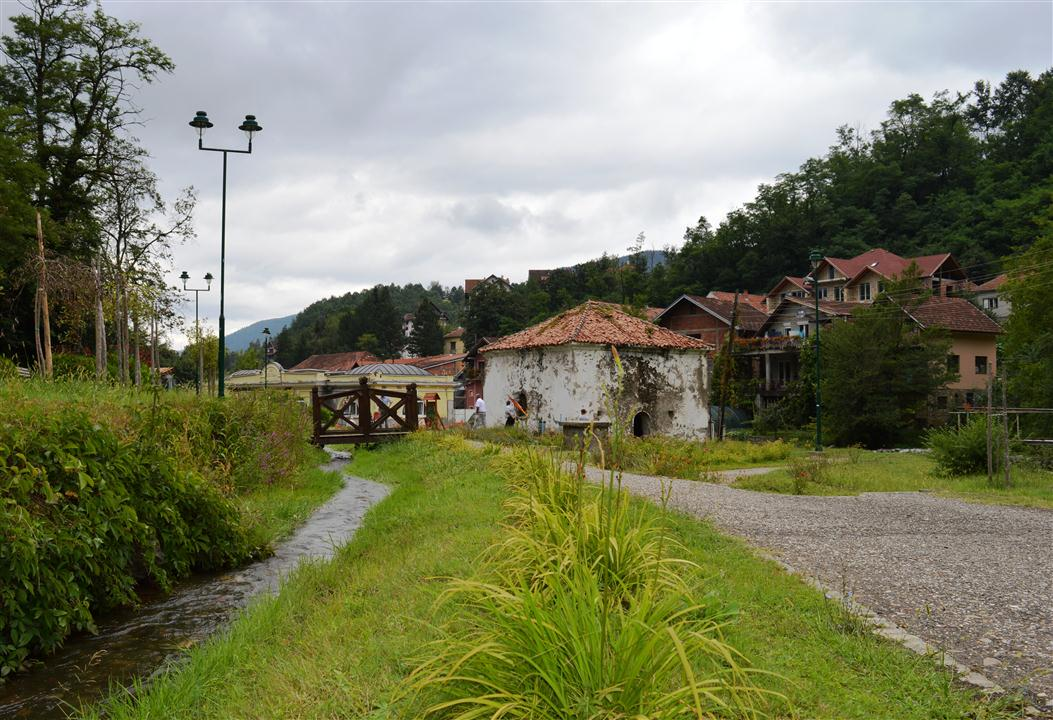
Park in یوشانیچکا بانگا
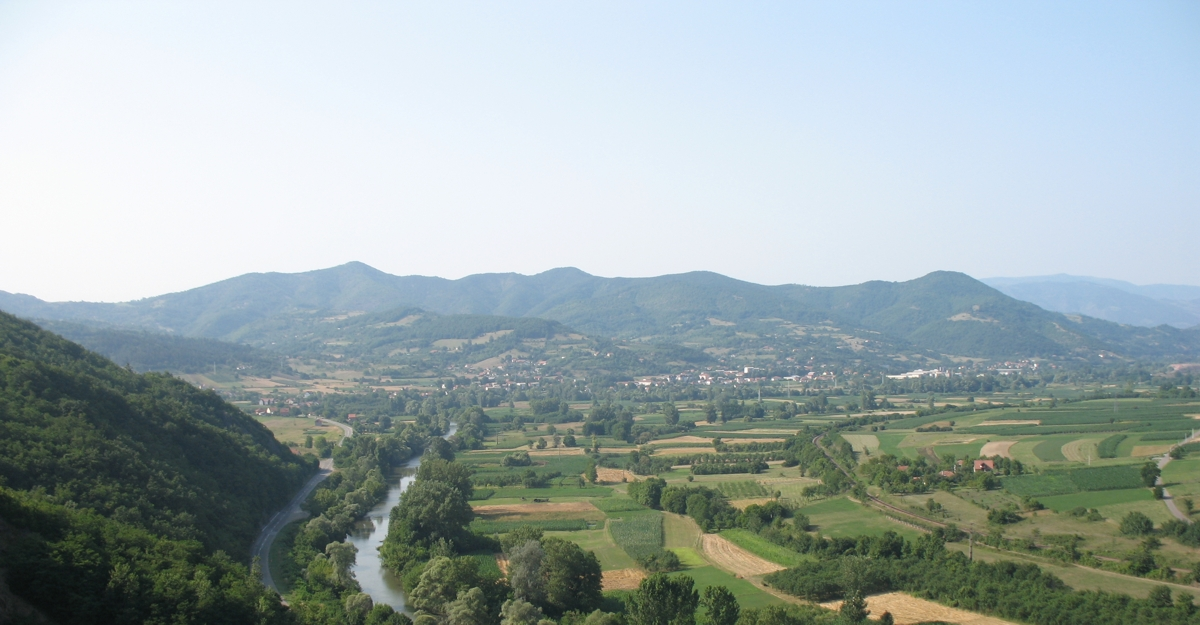
بایواتس نا ایبرو town panorama
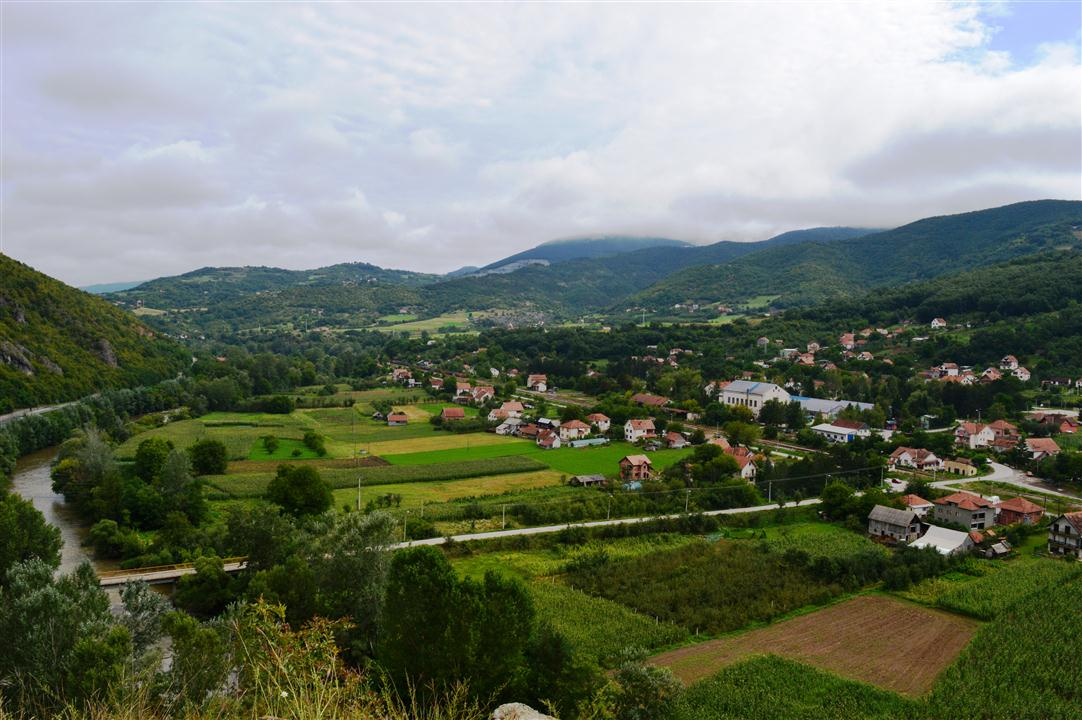
برونیک village panorama
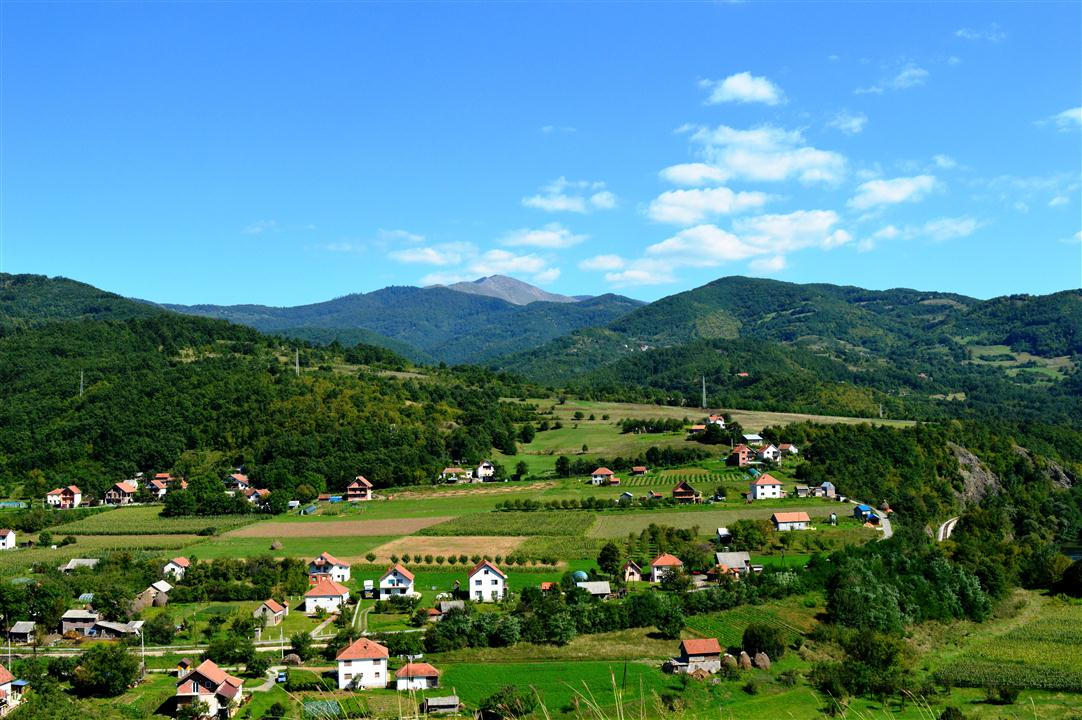
Brvenik village panorama